# Medaglia per distinzione nel servizio nelle forze terrestri
La medaglia per distinzione nel servizio nelle forze terrestri (in russo Медаль «За отличие в службе в Сухопутных войсках»?, Medal' «Za otličie v službe v Suchoputniych vojskach») è un'onorificenza russa, assegnata al personale militare e civile delle Forze terrestri della Federazione russa dal ministero della difesa russo.

## Storia
La medaglia venne istituita il 31 luglio 2013.

## Assegnazione
L'assegnazione dell'onorificenza avviene con decreto del comandante in capo delle Forze di Terra su proposta dei capi degli organi di comando militare delle Forze di Terra, dei comandanti delle formazioni, delle unità e delle truppe delle Forze di Terra.
La medaglia viene consegnata al ricevente in una cerimonia solenne dal comandante in capo delle Forze Terrestri o da un altro ufficiale a suo nome. Insieme alla medaglia viene rilasciato un certificato della forma stabilita (allegato). Non è prevista la concessione ripetuta della medaglia. La medaglia è conferita:
- al personale militare che presta servizio negli organi di comando e controllo, nelle formazioni e nelle unità militari delle Forze terrestri russe, sia in servizio che in pensione
- al personale civile delle Forze di Terra per un servizio coscienzioso della durata di almeno 5 anni, per il coraggio e l'audacia dimostrati nell'adempimento del dovere militare e all'esecuzione di compiti speciali indipendentemente dalla durata del servizio militare
- al personale che si è distinto per atti di coraggio e valore dimostrati nell'adempimento del dovere militare e per l'esecuzione di missioni speciali, indipendentemente dalla durata del servizio
- ai cittadini della Federazione Russa che assistono nel completamento dei compiti assegnati alle forze di terra.

## Descrizione
La medaglia è realizzata in metallo color oro, ha la forma di un cerchio del diametro di 32 mm con un bordo convesso su entrambi i lati. Sul dritto della medaglia, al centro, c'è un'immagine in rilievo del emblema ridotto delle Forze terrestri russe, incorniciato da una corona d'alloro, simbolo di lealtà al dovere militare.
Sul rovescio della medaglia: al centro c'è un'iscrizione in rilievo su quattro righe: "ЗА ОТЛИЧИЕ В СЛУЖБЕ В СУХОПУТНЫХ ВОЙСКАХ" (per distinzione nel servizio nelle forze terrestri); lungo il bordo c'è un'iscrizione in rilievo: in alto - "МИНИСТЕРСТВО ОБОРОНЫ" (Ministero della difesa) e in basso - "РОССИЙСКАЯ ФЕДЕРАЦИЯ" ([della] Federazione russa).
La medaglia è collegata con un occhiello e un anello a una barra pentagonale ricoperta da un nastro di seta moiré largo 24 mm.

### Nastro
La striscia arancione del nastro della medaglia delimitata da una striscia nera indica che la medaglia appartiene al sistema delle insegne delle forze armate russe;
Le strisce rosse e gialle del nastro della medaglia rappresentano l'abbigliamento militare da cerimonia delle forze terrestri.